# Klimy (województwo warmińsko-mazurskie)
Klimy – wieś w Polsce położona w województwie warmińsko-mazurskim, w powiecie iławskim, w gminie Kisielice.
Do 1954 roku siedziba gminy Klimy. W latach 1954–1968 wieś należała i była siedzibą władz gromady Klimy, po jej zniesieniu w gromadzie Kisielice. W latach 1975–1998 miejscowość administracyjnie należała do województwa elbląskiego.
Po II wojnie światowej, w 1947 roku powstała grupa Świadków Jehowy.